# Symplecta (Psiloconopa) churchillensis
Symplecta (Psiloconopa) churchillensis is een tweevleugelige uit de familie steltmuggen (Limoniidae). De soort komt voor in het Nearctisch gebied.